# Gerrit Graham
Gerrit Graham (ur. 27 listopada 1949 w Nowym Jorku w stanie Nowy Jork) – amerykański aktor teatralny, telewizyjny i filmowy, najlepiej znany z filmów Briana De Palmy i serialu Star Trek, absolwent Uniwersytetu Columbia, autor tekstów piosenek Boba Weira z zespołu Grateful Dead.

## Wybrana filmografia

### Filmy fabularne
- 1976: Wyścig gumowej kuli (Cannoball!) jako Perman Waters
- 1977: Diabelskie nasienie (Demon Seed) jako Walter Gabler
- 1978: Ślicznotka (Pretty Baby) jako dryblas
- 1980: Używane samochody (Used Cars) jako Jeff
- 1982: W krzywym zwierciadle: Zlot absolwentów (Class Reunion) jako Bob Spinnaker
- 1986: Roboty śmierci (Chopping Mall) jako techniczny Nessler
- 1987: Walker jako Norvell Walker
- 1989: Akademia Policyjna 6: Operacja Chaos jako Ace
- 1989: Mała Syrenka (The Little Mermaid) - głos
- 1990: Powrót laleczki Chucky (Child's Play 2) jako Phil Simpson
- 1993: Chłopięcy świat (This Boy's Life) jako Pan Howard
- 1994: Moja dziewczyna 2 (My Girl 2) jako dr Sam Helburn
- 1998: Jedyna prawdziwa rzecz (One True Thing) jako Oliver Most

### Seriale telewizyjne
- 1976: Starsky i Hutch (Starsky & Hutch) jako Nick Manning
- 1983: Diukowie Hazzardu (The Dukes of Hazzard) jako Baldwin
- 1988: Policjanci z Miami (Miami Vice) jako Calvin Teal
- 1988-1989: Dallas jako Fred Hughes
- 1990: Parker Lewis nigdy nie przegrywa jako dr Norman Pankow
- 1992: Amerykańskie opowieści Fiewela (Fievel's American Tails) jako Cat R. Waul (głos)
- 1993: Star Trek: Stacja kosmiczna (Star Trek: Deep Space Nine) jako łowca
- 1993: Różowa Pantera (The Pink Panther) - głos
- 1994: Babilon 5 (Babylon 5) jako Lord Kiro
- 1995: Kleszcz (The Tick) jako Milo (głos)
- 1995-1996: Gargoyles (Gargulce) jako strażnik (głos)
- 1996: Star Trek: Voyager jako Quinn
- 1998: Prawo i porządek jako Pan Hutchins
- 1999-2000: Nowe wcielenie (Now and Again)
- 2000: Prawo i porządek jako Alan Bruder
- 2005: Brygada ratunkowa (Third Watch) jako Charles Benjamin